# Kostel svatého Jana Křtitele (Hovorany)
Kostel svatého Jana Křtitele je římskokatolický chrám v Hovoranech okrese Hodonín. Jde o farní kostel římskokatolické farnosti Hovorany. Je chráněn jako kulturní památka České republiky.

## Historie
Obec původně patřila do farnosti Šardice. V roce 1670 zde byla postavena kaple. Ta byla roku 1721 rozšířena na kostel. Se stavbou bylo započato 31. března 1721, trvala do června 1725. Dne 6. srpna téhož roku byl kostel posvěcen olomouckým biskupem Wolfgangem kardinálem ze Schrattenbachu. Matriky samostatně vedeny od roku 1752 farářem Františkem Kudou. Úprava kostela a přístavby byly provedeny v první polovině 19. století, od té doby má dnešní podobu. Zvon na věži s reliéfy svatého Františka z Assisi, Jana Nepomuckého a Šebestiána ulil Jan Zikmund Krecker v Brně roku 1735.